# Beat Generation
Als Beat Generation wird eine Richtung der US-amerikanischen Literatur nach dem Zweiten Weltkrieg in den 1950er Jahren bezeichnet. Die bekanntesten Autoren sind Jack Kerouac, Allen Ginsberg und William S. Burroughs.

## Geschichte
Der Begriff wurde etwa 1948 von Kerouac eingeführt, der so sein soziales Umfeld im Gespräch mit John Clellon Holmes beschrieb. Holmes veröffentlichte 1952 Go, einen frühen Roman über die Beat Generation, und das Manifest This Is the Beat Generation in der Sunday New York Times. Das Adjektiv beat aus dem Slang der Kriminellen, den Herbert Huncke in die Gruppe um Kerouac, Ginsberg und Burroughs einbrachte, hatte die Bedeutungen „besiegt“, „müde“ und „heruntergekommen“, aber Kerouac prägte zusätzlich die Bedeutungen „euphorisch“ (upbeat), „seligmachend“ (beatific) und in Bezug auf Musik, vor allem Bebop, auch being on the beat („im Rhythmus sein“).
Eine kleine Gruppe von Autoren und ihren Freunden als „Generation“ zu bezeichnen, sollte den Anspruch verstärken, dass sie repräsentativ und wichtig für die Entwicklung einer neuen Stilrichtung waren, man beanspruchte das Erbe der Lost Generation um Scott Fitzgerald und Ernest Hemingway zwischen den Weltkriegen.
Die Beatniks lebten unkonventionell und zeichneten sich durch ihre Spontaneität und ihre teils chaotische, aber meist kreative Veranlagung aus. Auch wenn Kerouac den Begriff Beat Generation schon 1948 geprägt hatte, erhielt sie erst in den späten 1950ern regen Zulauf. Sein maßgebliches Werk Unterwegs (On The Road) wurde erst 1957 veröffentlicht. Bis dahin hatte die Beat Generation schon im Mainstream Fuß gefasst. Ihr Einfluss als erste „moderne literarische Subkultur“ zieht sich durch die nachfolgenden alternativen und gesellschaftskritischen Kulturentwicklungen; direkte Nachfolger waren die politischen, intellektuellen Hippies der Ostküste, die Yippies, vor allem Ed Sanders wird oft als Brücke zwischen beiden genannt.
Die bekanntesten Werke waren Kerouacs Roman Unterwegs (On the Road), das lange Gedicht Howl, das Ginsberg 1955 beim Six Gallery reading vorstellte, und Naked Lunch von Burroughs. Howl und Naked Lunch standen wegen angeblicher Obszönitat im Mittelpunkt von Gerichtsprozessen und verhalfen durch Freisprüche zu freizügigeren Publikationsmöglichkeiten in den prüden USA.
Die Autoren der Beat Generation trafen sich in New York City: Kerouac, Ginsberg, Burroughs und Gregory Corso, der 1950 dazustieß. In New York veröffentlichten LeRoi Jones und seine Frau Hettie Jones später Beat Lyrik in ihrer Literaturzeitschrift Yūgen (1958–62), L. Jones verlegte auch den ersten eigenen Gedichtband 1961 in seiner Totem-Presse.
Mitte der 1950er-Jahre zogen Kerouac und Ginsberg nach San Francisco, wo sich die San Francisco Renaissance um den bekannten Dichter und Aktivisten Kenneth Rexroth, den Buchhändler und Dichter Lawrence Ferlinghetti, Gary Snyder, Philip Whalen,  William Everson (Brother Antoninus) und andere entwickelte. Ginsberg brachte Howl bewusst in Ferlinghettis billiger City Lights Pocket Poets Reihe heraus.

## Einflüsse
- Inspirationsquelle für die Autoren waren Figuren wie Herbert Huncke in New York, den Burroughs 1946 kennenlernte, und Neal Cassady, der „Held“ von On the Road.
- Burroughs Ehefrau Joan Vollmer und andere Frauen waren wichtig für die Beat-Bewegung, aber sie wurden lange nicht ernst genommen. Wichtig waren Frauen sicher für LeRoi Jones, der sich seit 1967 Amiri Baraka nannte. Seine erste Ehefrau Hettie Cohen arbeitete hart für den Erfolg ihres Mannes, die Dichterin Diane DiPrima gab mit ihm das Literaturmagazin The Floating Bear heraus. Sie ist die wohl bekannteste Beat-Autorin.
- die Annäherung an die Improvisationen des Jazz und an die „Geschwindigkeit“ des modernen Lebens führte zu Experimenten in Sprache und Stil, die sich in der deutschen Übersetzung nur schwer wiedergeben lassen: Kerouacs Subterraneans, Ginsbergs Gedicht Howl
- das Leben zur Hochzeit des Kalten Krieges
- Erfahrungen und Experimente auch mit harten Drogen: Burroughs’ Naked Lunch; der Schotte Alexander Trocchi.
- Das ruhelose Unterwegssein als grundlegende Lebenserfahrung: Kerouacs On the Road, Lonesome Traveller.
- Entdeckung der Natur und Überwindung von Tabus (zum Beispiel freie Liebe): Burroughs’ The Wild Boys
- Zen und Buddhismus, vermittelt von Alan Watts und Gary Snyder, zieht sich durch Kerouacs The Dharma Bums und Tristessa.
- Nordafrika für Brion Gysin und Burroughs. Gysin hat Japanische und Arabische Kalligraphie studiert.
- Existentialismus v. a. französischer Prägung: Albert Camus, Jean-Paul Sartre, Simone de Beauvoir
- William Carlos Williams hat Allen Ginsberg ermutigt zu schreiben. Williams war auch wichtig für Harold Norse, der auch W. H. Auden bewunderte.
- Damit nahmen sie als Avantgarde viele Themen der Hippie-Bewegung vorweg.

## Beat-Literatur in Deutschland

### Übersetzungen
On the Road von Jack Kerouac und Howl von Allen Ginsberg erschienen 1959 in der Bundesrepublik Deutschland, Das Geheul bei Limes und Unterwegs bei Rowohlt. Gregory Corso, Gary Snyder, Ed Dorn, Michael McClure und viele andere Beat, San Francisco Renaissance und Black Mountain College Dichter wurden 1961 vorgestellt, von Klaus-Peter Dienst in seiner Literatur Zeitschrift Rhinozeros und von Gregory Corso und Walter Höllerer in der leicht zugänglichen, umfangreichen Anthologie Junge amerikanische Lyrik bei Hanser. Die Sammlung Beat, die Beats wie Kerouac, Burroughs, Ginsberg, Snyder und Nicht-Beats, wie Henry Miller, Norman Mailer und Mary McCarthy (und viele andere) versammelte, erschien Ende 1962 bei Rowohlt, herausgegeben von dem alten Nationalrevolutionär Karl Otto Paetel. Im selben Jahr Kaddisch von A. Ginsberg und Naked Lunch von W. S. Burroughs bei Limes in Wiesbaden, dort 1963 auch In der flüchtigen Hand der Zeit mit G. Corso Gedichten, wie A. Ginsberg übersetzt von dem finnischen Dichter Anselm Hollo.
Von 1965 bis 1969 produzierte Carl Weissner sein Underground-Literaturmagazin Klactoveedsedsteen, in dem er unter anderem Charles Bukowski und avantgardistische Arbeiten von W. S. Burroughs publizierte. Ralf-Rainer Rygulla gab 1967 Underground Gedichte bei der Berliner Oberbaumpresse und 1968 Fuck You! bei Melzer heraus, Jörg Schröder hatte dort schon 1966 LeRoi Jones Beat Roman Dantes System der Hölle und seinen jüngeren Essayband Ausweg in den Haß. Vom Liberalismus zur Black Power verlegt. Rolf Dieter Brinkmann edierte die Gedichtanthologie Silver Screen für Kiepenheuer & Witsch in Köln (1969) und mit Rygulla Acid, 1969 bei März. Schröders Olympia-Press-Ableger veröffentlichte Diane DiPrimas High! Die Erinnerungen eines Beatnikmädchens (New York, 1968) und Alexander Trocchis Pornographie. G. Corsos Roman The American Express (Paris, 1961) wurde wohl nicht ins deutsche Programm übernommen. A. Trocchis Drogenroman Kain's Buch (1960) ist bei Insel 1967 erschienen.
1970 brachte März Gedichtbände von Michel McClure, Dunkelbraun und Gerard Malanga, Selbstportrait eines Dichters, heraus. Burroughs Cut up Roman The Soft Machine erschien 1971 bei Kiepenheuer & Witsch. A. Ginsbergs Sammlung Planet News (1969) und Gary Snyders Maya (1972) gab es in der Reihe Hanser, Maro veröffentlichte 1975, lange vor einem amerikanischen Verlag, Harold Norses Beat Hotel, Brion Gysin wurde 1977 in Udo Bregers Zeitschrift Soft Need herausgestellt. Udo Breger notierte in seiner Textcollage 23. Februar 1988 (1989) auch Erinnerungen an den toten Freund Ian Sommerville (1940–1976).
Heute erscheinen Texte der Beat Generation in Deutschland fast nur noch im Verlag Stadtlichter Presse, der mit seiner Reihe Heartbeats eine umfangreiche Bibliothek der Beat Generation herausgibt, die laufend ergänzt wird. Bereits in der Mitte der Siebziger Jahre hatte Reinhard Harbaum damit begonnen, in stetiger Folge seine Übersetzungen von Beat- und Avantgardeautoren als altaQuito-Sonderblätter im eigenen Non-Profit-Unternehmen herauszubringen.

### Deutsche Underground-Literatur
Als bekanntester Vertreter der Popliteratur der 1960er Jahre gilt Brinkmann. Aber auch P. G. Hübsch in Frankfurt, Jürgen Ploog oder Jörg Fauser waren bekannte deutsche Cut-up- und Beat-Autoren: Ploog veröffentlichte bei Melzer und in den Expanded Media Editions Udo Bregers, die kleinere Texte von unter anderem W. S. Burroughs, A. Ginsberg, Mary Beach und Claude Pelieu, Sinclair Beiles und Charles Plymell vertrieben. Fausers erstes Buch erschien auch bei e.m.e., die nächsten im Maro Verlag, der weitere deutsche Autoren verlegte und auch Charles Bukowski. Peer Schröder schrieb inspiriert von der Literatur der Beat-Literatur. In den 1990ern knüpften junge Autoren mit der Social-Beat-Bewegung an den alten Geist der Beat- und Underground-Autoren an.

## Filmische Rezeption
Die Beat Generation und ihre Protagonisten sind Gegenstand mehrerer Filme: Im Jahr 2010 produzierten Rob Epstein und Jeffrey Friedman mit Howl – Das Geheul einen experimentellen, dokumentarischen Film basierend auf Allen Ginsbergs Gedicht Howl und den Umständen seiner Veröffentlichung. Im Jahr 2013 erschien mit Kill Your Darlings ein weiterer Film über das Leben von Lucien Carr, Allen Ginsberg, Jack Kerouac, William S. Burroughs und anderen Vertretern der Beat Generation.

## Diskografie
- CD-Box The Beat Generation (Rhino Records 1992). Zusammengestellt von James Austin. Mit Tondokumenten von William Burroughs, Allen Ginsberg, Jack Kerouac und anderen.